# Parque nacional Capitol Reef
El Parque nacional Capitol Reef es un parque nacional estadounidense en el centro-sur de Utah. El parque tiene aproximadamente 100 km de largo en su eje norte–sur y sólo 10 km de ancho en promedio. El parque fue establecido en 1971 para preservar 241 904 acres (377,97 mi²; 97 895,16 ha; 978,95 km²)  de paisaje desértico y está abierto todo el año, siendo de mayo a septiembre los meses de mayor visita.
Parcialmente en el condado de Wayne, Utah, el área fue originalmente llamada "Wayne Wonderland" en la década de 1920 por los impulsores locales Ephraim P. Pectol y Joseph S. Hickman. El parque nacional Capitol Reef fue designado monumento nacional el 2 de agosto de 1937 por el presidente Franklin D. Roosevelt para proteger los coloridos cañones, crestas, colinas y monolitos de la zona; sin embargo, no fue hasta 1950 que el área se abrió oficialmente al público. El acceso por carretera se mejoró en 1962 con la construcción de la ruta estatal 24 a través del cañón del río Fremont.
La mayoría de los casi 160 km dentro del parque se conserva una formación de empuje ascendente de varios  de largo llamada Waterpocket Fold — una columna rocosa que se extiende desde la montaña Thousand Lake — el lago Powell. Capitol Reef es un segmento especialmente accidentado y espectacular del Waterpocket Fold junto al río Fremont. El parque recibió su nombre por sus acantilados blanquecinos de arenisca navajo con formaciones de cúpulas — similares a las cúpulas blancas que a menudo se colocan en los edificios del capitolio — que van desde el río Fremont hasta Pleasant Creek en Waterpocket Fold. A nivel local, arrecife se refiere a cualquier barrera rocosa a los viajes por tierra, del mismo modo que los arrecifes oceánicos son barreras a los viajes por mar.

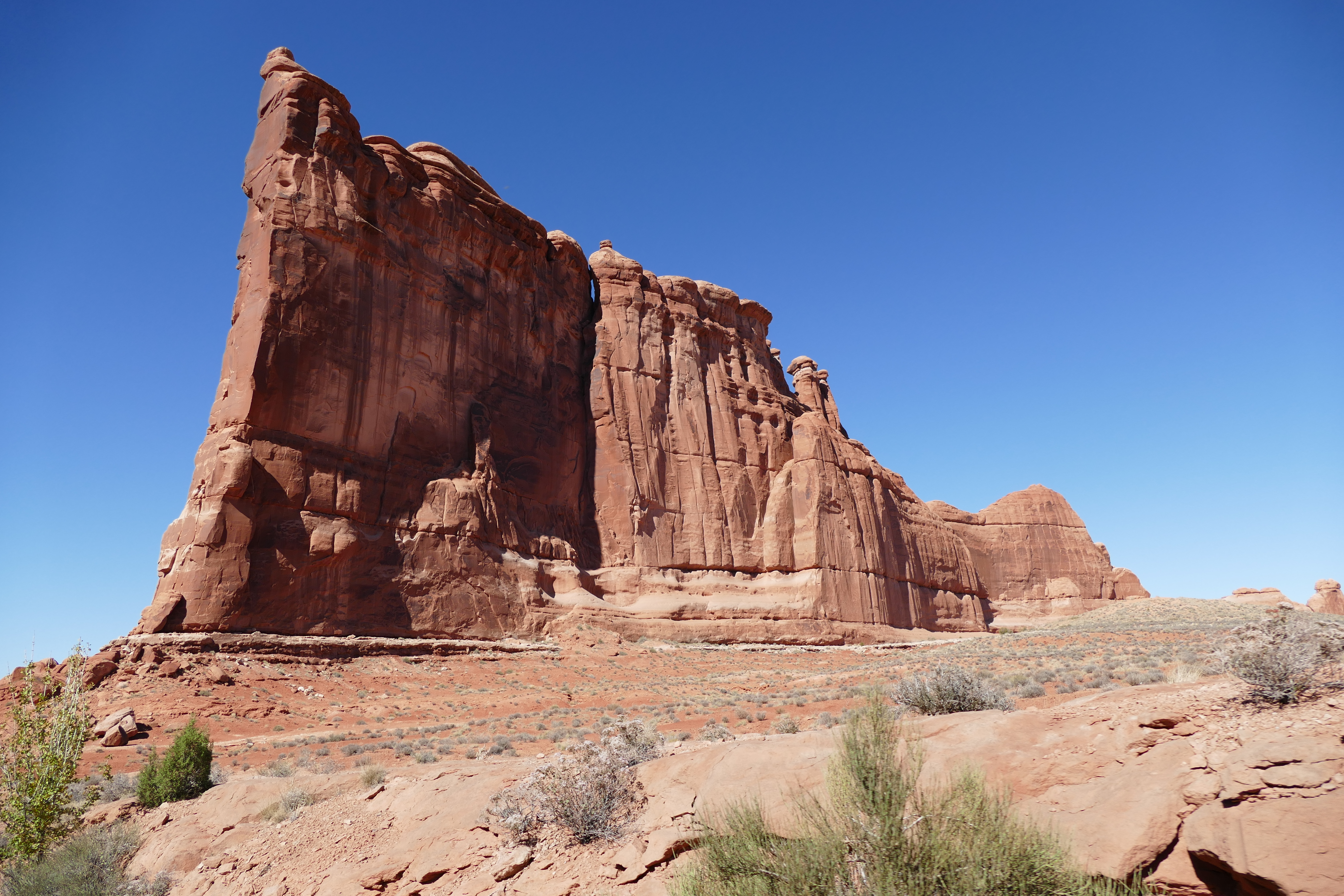
Valle de la Catedral

## Geografía

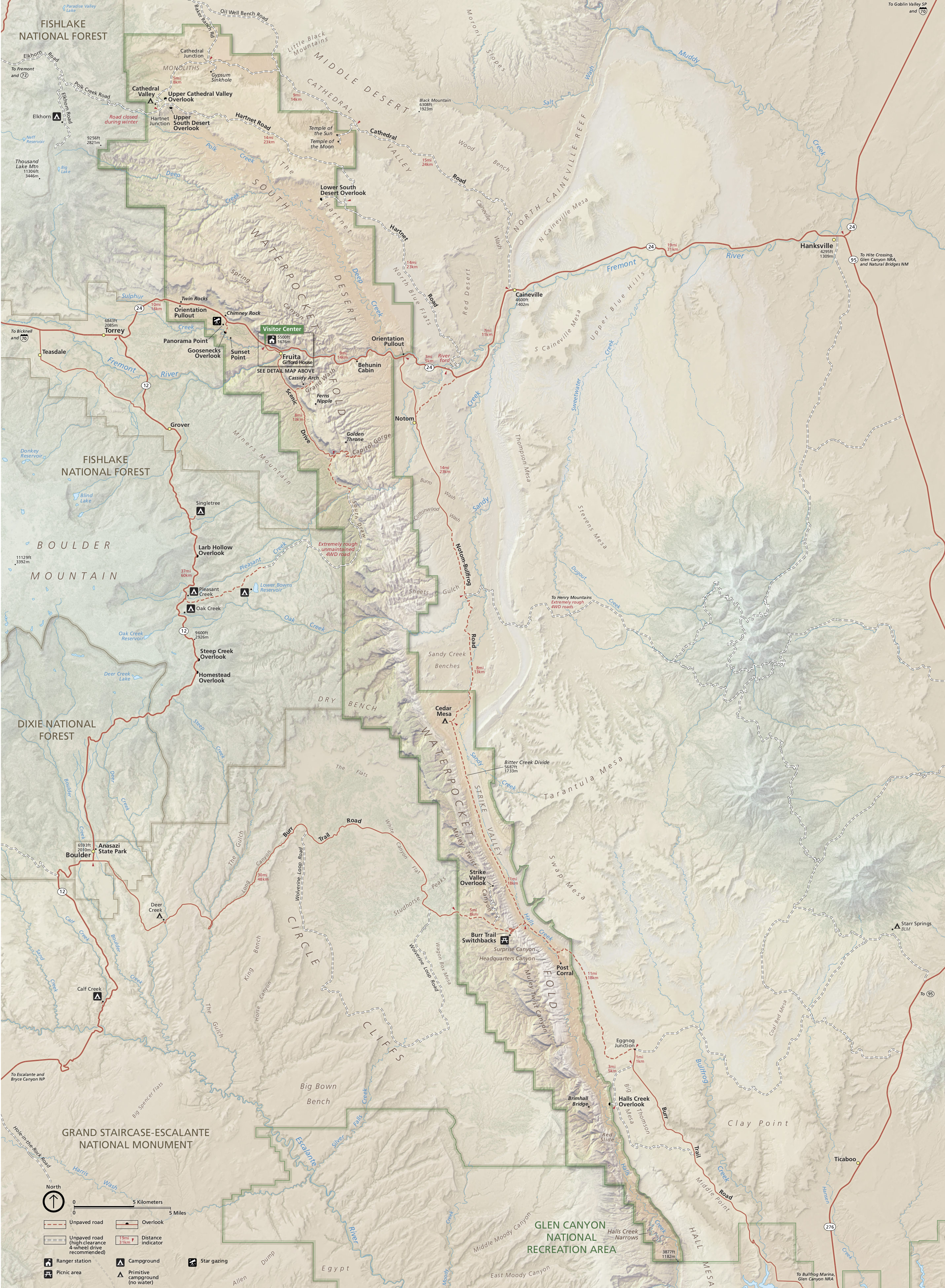
Mapa del parque

Capitol Reef abarca el Waterpocket Fold, una deformación en la corteza terrestre que tiene 65 millones de años. Es el monoclinal expuesto más grande de América del Norte. En este pliegue, las capas de tierra más nuevas y más antiguas se plegaron unas sobre otras en forma de S. Esta deformación, probablemente causada por la colisión de las mismas placas continentales que crearon las Montañas Rocosas, se ha desgastado y erosionado durante milenios hasta dejar al descubierto capas de rocas y fósiles. El parque está lleno de acantilados de arenisca de colores brillantes, cúpulas blancas relucientes y capas contrastantes de piedra y tierra.
El área recibió su nombre de una línea de cúpulas blancas y acantilados de arenisca navajo, cada uno de los cuales se parece un poco al edificio del Capitolio de los Estados Unidos, que van desde el río Fremont hasta Pleasant Creek en Waterpocket Fold.
El pliegue forma una barrera de norte a sur que apenas ha sido traspasada por carreteras. Los primeros pobladores se referían a las crestas paralelas e intransitables como "arrecifes", de donde el parque recibe la segunda mitad de su nombre. La primera carretera pavimentada se construyó en la zona en 1962. La ruta estatal 24 atraviesa el parque y viaja de este a oeste entre el Parque Nacional Tierra de Cañones y el Parque Nacional del Cañón Bryce, pero pocas otras carreteras pavimentadas invaden el paisaje accidentado.
El parque está lleno de cañones, acantilados, torres, cúpulas y arcos. El río Fremont ha cortado cañones en partes del Waterpocket Fold, pero la mayor parte del parque es un desierto árido.

## Historia

### Nativos americanos y mormones

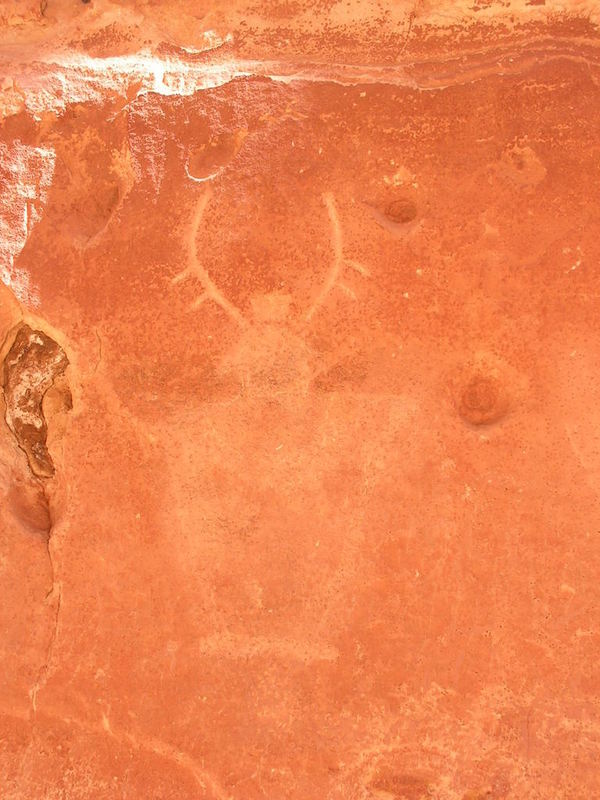
Petroglifo en Capitol Gorge

Los nativos americanos de la cultura Fremont vivían cerca del perenne río Fremont en la parte norte del Capitol Reef Waterpocket Fold alrededor del año 1000. Regaban cultivos de maíz y calabaza y almacenaban su grano en graneros de piedra (en parte hechos con las numerosas rocas de basalto negro que cubren la zona). En el siglo XIII, todas las culturas nativas americanas de esta zona sufrieron cambios repentinos, probablemente debido a una larga sequía. Los asentamientos y campos de Fremont fueron abandonados.
Muchos años después de que los Fremont se fueran, los Paiutes se mudaron al área. Estas personas de habla numic llamaron a los graneros de Fremont cabañas moki y pensaron que eran los hogares de una raza de gente diminuta o moki.
En 1872, Almon H. Thompson, un geógrafo asignado a la expedición del mayor del ejército de los Estados Unidos, John Wesley Powell, cruzó el Waterpocket Fold mientras exploraba el área. Posteriormente, el geólogo Clarence Dutton pasó varios veranos estudiando la geología de la zona. Ninguna de estas expediciones exploró el Waterpocket Fold en gran medida.
Después de la guerra de Secesión, los funcionarios de la Iglesia de Jesucristo de los Santos de los Últimos Días en Salt Lake City buscaron establecer misiones en los nichos más remotos de la Región Intermontañosa del Oeste. En 1866, una expedición cuasi militar de mormones en busca de nativos penetró en los altos valles del oeste. En la década de 1870, los colonos se trasladaron a estos valles y finalmente establecieron Loa, Fremont, Lyman, Bicknell y Torrey.

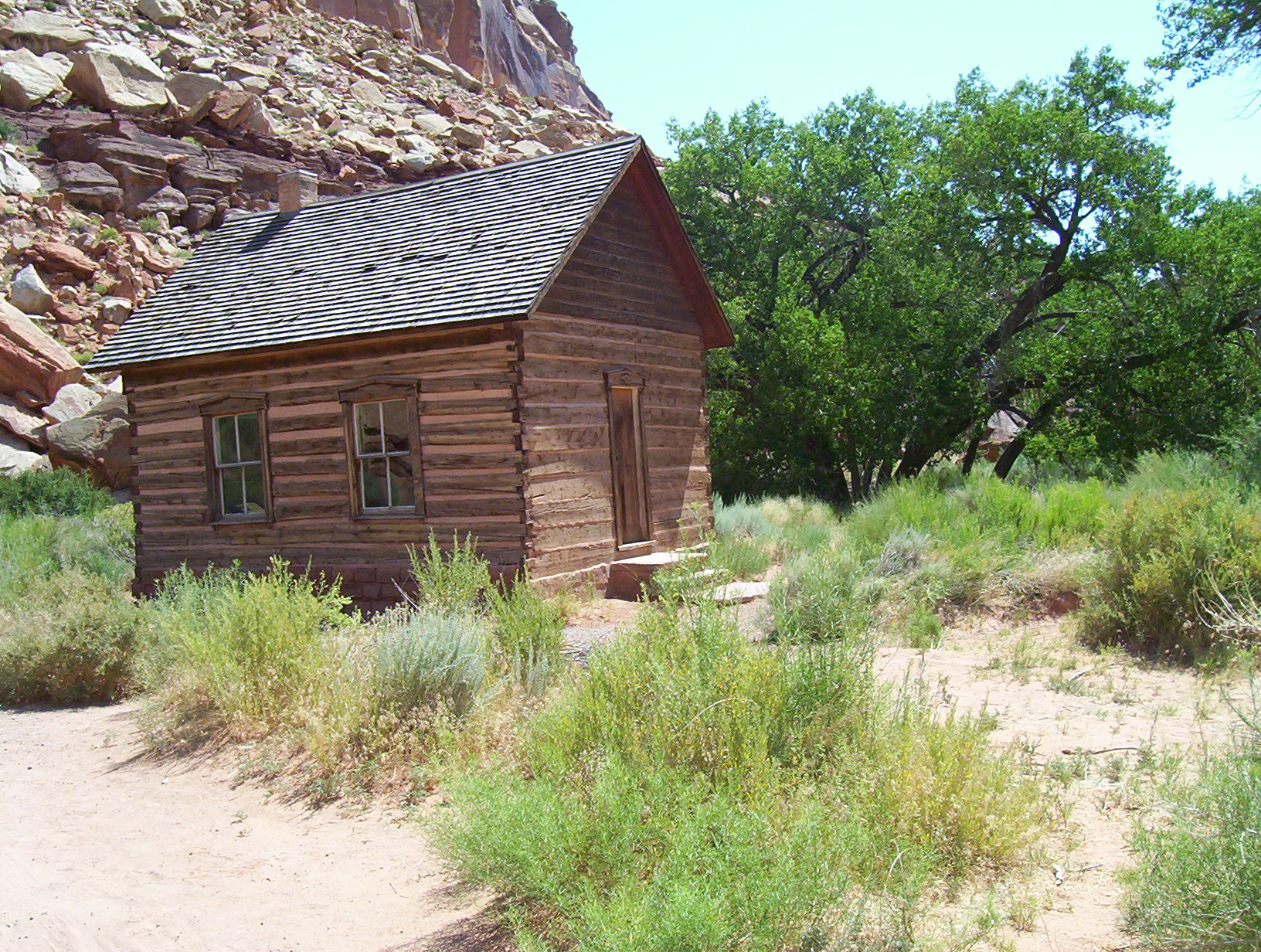
Casa de la escuela Fruita

Los mormones se establecieron en el valle del río Fremont en la década de 1880 y establecieron Junction (más tarde rebautizada como Fruita), Caineville y Aldridge. Fruita prosperó, Caineville apenas sobrevivió y Aldridge murió. Además de la agricultura, se extraía cal de la piedra caliza local y se extraía uranio a principios del siglo XX. En 1904 se presentó el primer reclamo sobre una mina de uranio en la zona. La mina Oyler resultante en Grand Wash produjo mineral de uranio.
En 1920, no más de diez familias a la vez se sustentaban en la fértil llanura aluvial del río Fremont y la tierra cambió de propietario a lo largo de los años. La zona permaneció aislada. Posteriormente, la comunidad fue abandonada y posteriormente el Servicio de Parques Nacionales restauró algunos edificios. Los hornos que alguna vez se usaron para producir cal todavía se encuentran en Sulphur Creek y cerca de los campamentos en Scenic Drive.

### Esfuerzos de protección temprana
El local Ephraim Portman Pectol organizó un "club de refuerzo" en Torrey en 1921. Pectol presionó una campaña de promoción, proporcionando historias para enviarlas a publicaciones periódicas y periódicos. En sus esfuerzos, contó con la ayuda cada vez mayor de su cuñado, Joseph S. Hickman, quien era el director de la escuela secundaria del condado de Wayne. En 1924, Hickman amplió la participación de la comunidad en el esfuerzo promocional organizando un Wayne Wonderland Club en todo el condado de Wayne. Ese mismo año, Hickman fue elegido miembro de la Legislatura Estatal de Utah.
En 1933, Pectol fue elegido presidente del Associated Civics Club del sur de Utah, sucesor del Wayne Wonderland Club. El club recaudó 150 dólares estadounidenses para interesar a un fotógrafo de Salt Lake City en la toma de una serie de fotografías promocionales. Durante varios años, el fotógrafo J. E. Broaddus, viajó y dio conferencias sobre "Wayne Wonderland".
En 1933, Pectol fue elegido miembro de la legislatura y casi de inmediato se puso en contacto con el presidente Franklin D. Roosevelt y solicitó la creación del "Monumento Nacional Wayne Wonderland" en las tierras federales que comprenden la mayor parte del área de Capitol Reef. Las agencias federales comenzaron un estudio de viabilidad y una evaluación de límites. Mientras tanto, Pectol guio a los investigadores del gobierno en numerosos viajes y acompañó a un número cada vez mayor de visitantes. Las conferencias de Broaddus estaban surtiendo efecto.

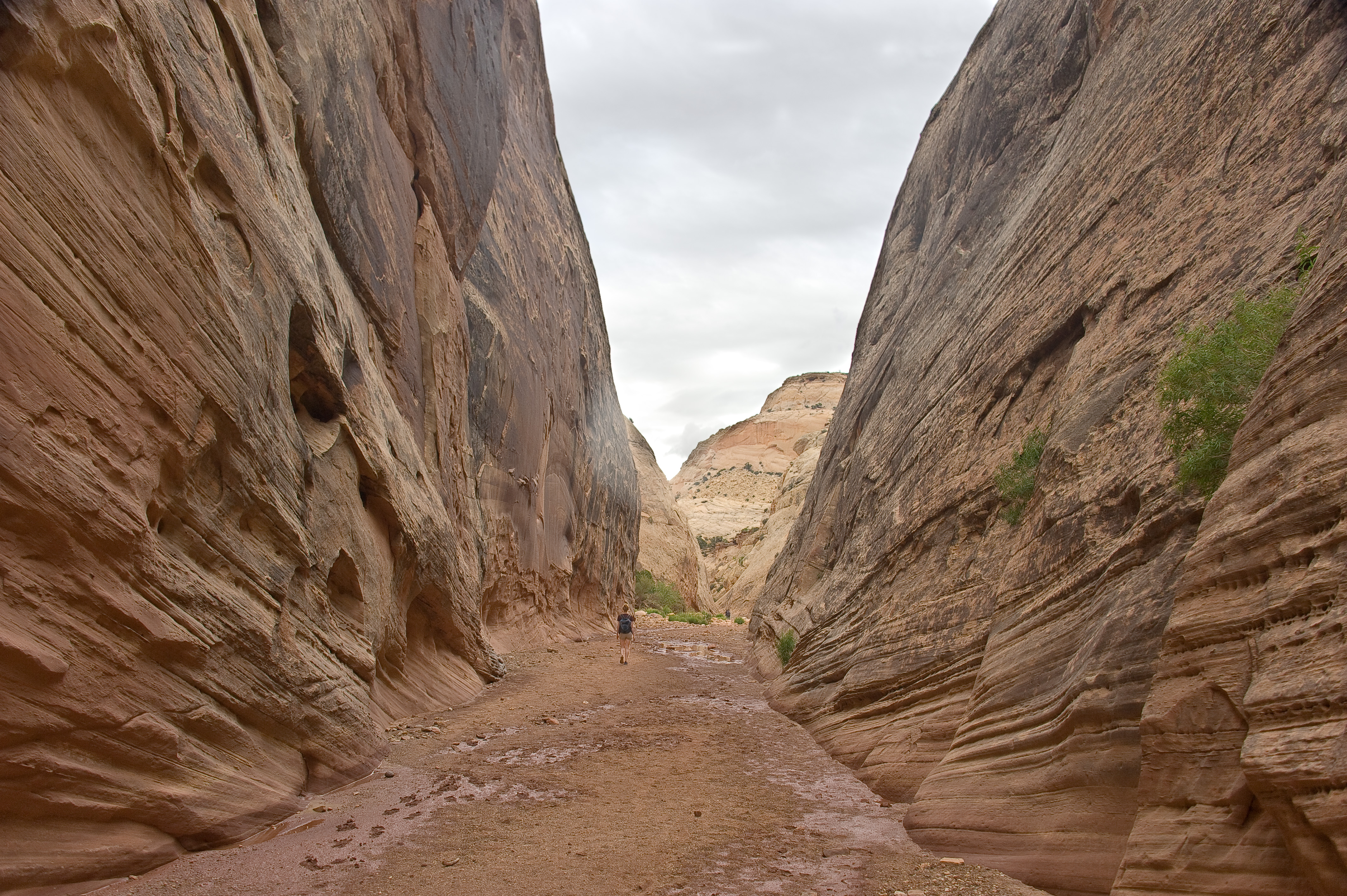
Garganta del Capitolio

Roosevelt firmó una proclamación que creaba el Monumento Nacional Capitol Reef el 2 de agosto de 1937. En la Proclamación 2246, el presidente Roosevelt reservó 15 261 ha del área de Capitol Reef. Esto comprendía un área que se extendía aproximadamente 3 km al norte de la actual Ruta Estatal 24 y unos 16 km al sur, justo después de Capitol Gorge. Los años de la Gran Depresión fueron difíciles para el Servicio de Parques Nacionales (NPS), la nueva agencia administradora. Los fondos para la administración de Capitol Reef eran inexistentes; pasaría mucho tiempo antes de que llegaran los primeros guardabosques.

### Administración del monumento
La administración del nuevo monumento quedó bajo el control del Parque nacional Zion. Se construyeron una cabaña de piedra para guardabosques y el puente de Sulphur Creek y el Cuerpo Civil de Conservación y la Administración de Progreso de Obras realizaron algunos trabajos en la carretera. El historiador e impresor Charles Kelly llegó a conocer bien a los funcionarios del NPS en Zion y se ofreció como voluntario para vigilar el parque en busca del NPS. Kelly fue nombrado oficialmente custodio sin paga en 1943. Trabajó como voluntario hasta 1950, cuando el NPS le ofreció un nombramiento de funcionario público como primer superintendente.
Durante la década de 1950, Kelly estaba profundamente preocupado por el hecho de que la dirección del NPS accediera a las demandas de la Comisión de Energía Atómica de Estados Unidos de que el Monumento Nacional Capitol Reef se abriera a la prospección de uranio. Consideró que la decisión había sido un error y destructiva del interés nacional a largo plazo. Resultó que no había suficiente mineral en el monumento para que valiera la pena extraerlo.
En 1958, Kelly obtuvo ayuda permanente adicional para proteger el monumento y hacer cumplir las normas; el guardabosques Grant Clark fue transferido desde Zion. El año en que llegó Clark, 56.000 visitantes llegaron al parque y Charlie Kelly se retiró por última vez.
Durante la década de 1960 (bajo el nombre del programa Misión 66), las áreas del NPS en todo el país recibieron nuevas instalaciones para satisfacer la creciente demanda de visitas a los parques. En Capitol Reef, se construyó un campamento de 53 sitios en Fruita, viviendas de alquiler para el personal y un nuevo centro de visitantes, este último inaugurado en 1966.
Las visitas aumentaron dramáticamente después de que se construyera la Ruta Estatal 24 pavimentada y para todo clima en 1962 a través del cañón del río Fremont cerca de Fruita. La ruta estatal 24 reemplazó la estrecha carretera para carretas de Capitol Gorge aproximadamente 16 km al sur que frecuentemente fueron arrasados. Desde entonces, la antigua carretera ha estado abierta únicamente al tráfico peatonal. En 1967, 146.598 personas visitaron el parque. El personal también iba creciendo.
Durante la década de 1960, el NPS compró parcelas de tierra privadas en Fruita y Pleasant Creek. Casi toda la propiedad privada pasó a ser propiedad pública sobre la base de "comprador dispuesto-vendedor dispuesto".
Los conservacionistas convencieron al presidente Lyndon B. Johnson de reservar una enorme superficie de tierras públicas en 1968, justo antes de dejar el cargo. En la Proclamación Presidencial 3888 se agregaron 87.030 ha que fueron puestos bajo control de NPS. En 1970, el Monumento Nacional Capitol Reef comprendía 102.892 ha y se extendía al sureste desde Thousand Lake Mountain casi hasta el río Colorado. La acción fue controvertida a nivel local y el personal del NPS en el monumento era inadecuado para administrar adecuadamente el terreno adicional.

### Estado de parque nacional

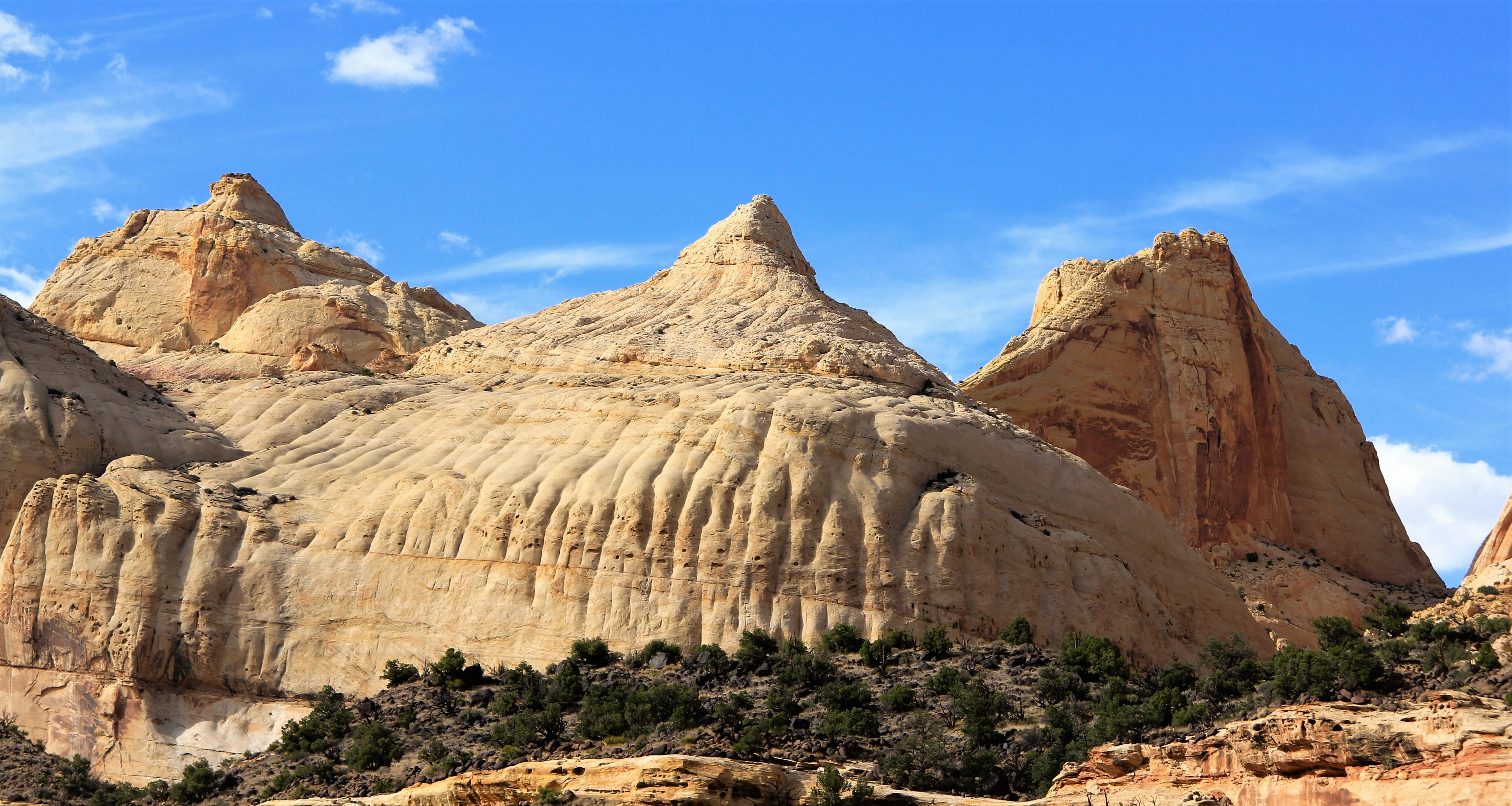
Formación de cúpula navajo

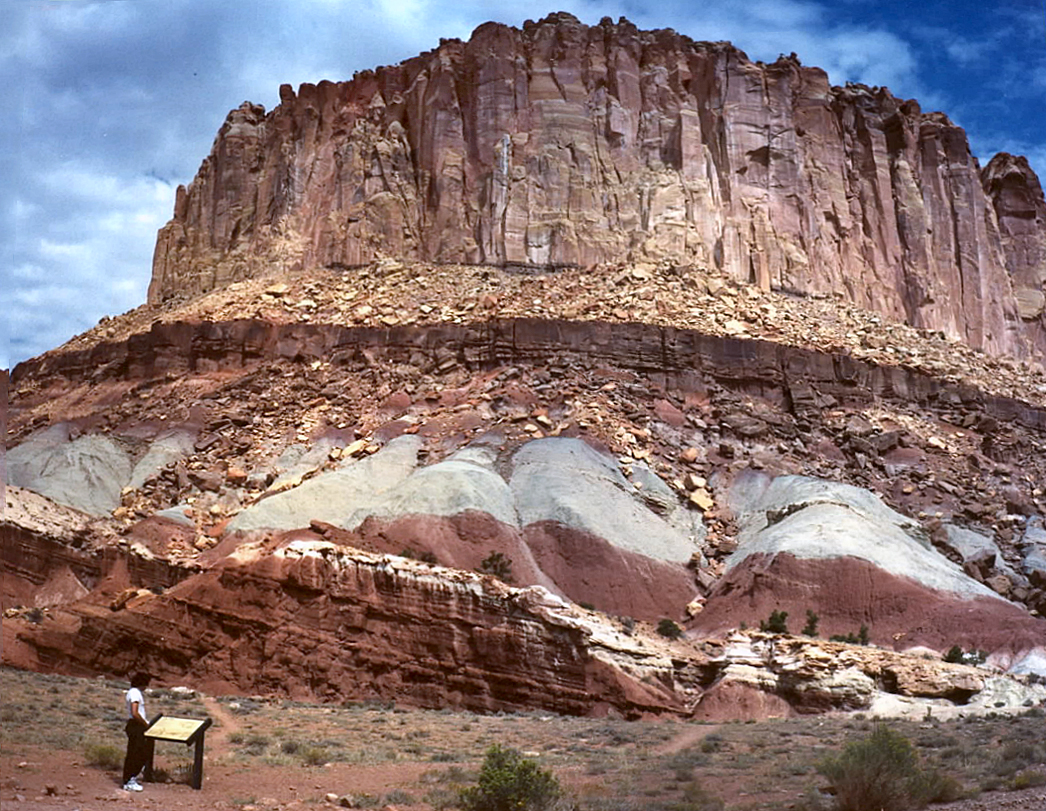
Capas de torres y rocas en Capitol Reef

La gran ampliación del monumento y la diversificación de los recursos escénicos pronto plantearon otra cuestión: si Capitol Reef debería ser un parque nacional, en lugar de un monumento. Se presentaron dos proyectos de ley al Congreso de los Estados Unidos.
Un proyecto de ley de la Cámara (H.R. 17152) presentado por el congresista de Utah Laurence J. Burton pedía unas 72.800 ha de parque nacional y un parque adjunto 19.400 ha de área de recreación nacional donde el uso múltiple (incluido el pastoreo) podría continuar indefinidamente. Mientras tanto, en el Senado de los Estados Unidos, el proyecto de ley del Senado S. 531 ya había sido aprobado el 1 de julio de 1970 y preveía unas 93.100 ha de parque nacional solo. El proyecto de ley pedía una eliminación gradual del pastoreo durante 25 años.
En septiembre de 1970, funcionarios del Departamento del Interior de los Estados Unidos dijeron en una sesión del subcomité de la Cámara de Representantes que preferían unas 103.000 ha de ser declarado parque nacional. También recomendaron que el período de eliminación del pastoreo fuera de 10 años, en lugar de 25. No favorecían el área de recreación adjunta.
No fue hasta finales de 1971 que se completó la acción del Congreso. Para entonces, el 92.º Congreso de los Estados Unidos estaba en sesión y la S. 531 había languidecido. Un nuevo proyecto de ley, S. 29, fue presentado en el Senado por el senador Frank Moss de Utah y era esencialmente el mismo que el extinto S. 531 excepto que pedía 4.384 ha adicionales de tierras públicas para un Parque Nacional Capitol Reef. En la Cámara, el Representante de Utah K. Gunn McKay (con el Representante Lloyd) había introducido el H.R. 9053 para reemplazar el H.R. 17152 muerto. Esta vez, el proyecto de ley de la Cámara abandonó el concepto de un Área Recreativa Nacional Adjunta Capitol Reef y adoptó el concepto del Senado de un límite de 25 años para el pastoreo continuo. El Departamento del Interior seguía recomendando un parque nacional de 102.939 ha y un límite de 10 años para la eliminación gradual del pastoreo.

La S. 29 fue aprobada por el Senado en junio y enviada a la Cámara, que abandonó su propio proyecto de ley y aprobó la versión del Senado con una enmienda. Debido a que el Senado no estuvo de acuerdo con la enmienda de la Cámara, las diferencias se resolvieron en el Comité de Conferencia. El Comité de la Conferencia emitió su informe el 30 de noviembre de 1971 y el proyecto de ley fue aprobado por ambas cámaras del Congreso. La legislación, 'Una ley para establecer el Parque Nacional Capitol Reef en el estado de Utah', se convirtió en Ley Pública 92-207 cuando fue firmada por el presidente Richard Nixon el 18 de diciembre de 1971.

## Clima
La región se encuentra en el límite entre el clima continental húmedo del tipo Dfb y el clima semiárido del tipo Bsk según la clasificación de Köppen. El clima tiene inviernos bastante fríos y veranos relativamente calurosos. El récord de temperatura mínima es de −27 °C, mientras que el récord de temperatura máxima es de 36 °C. Pueden producirse heladas durante gran parte del año aunque suelen estar ausentes de abril a octubre.

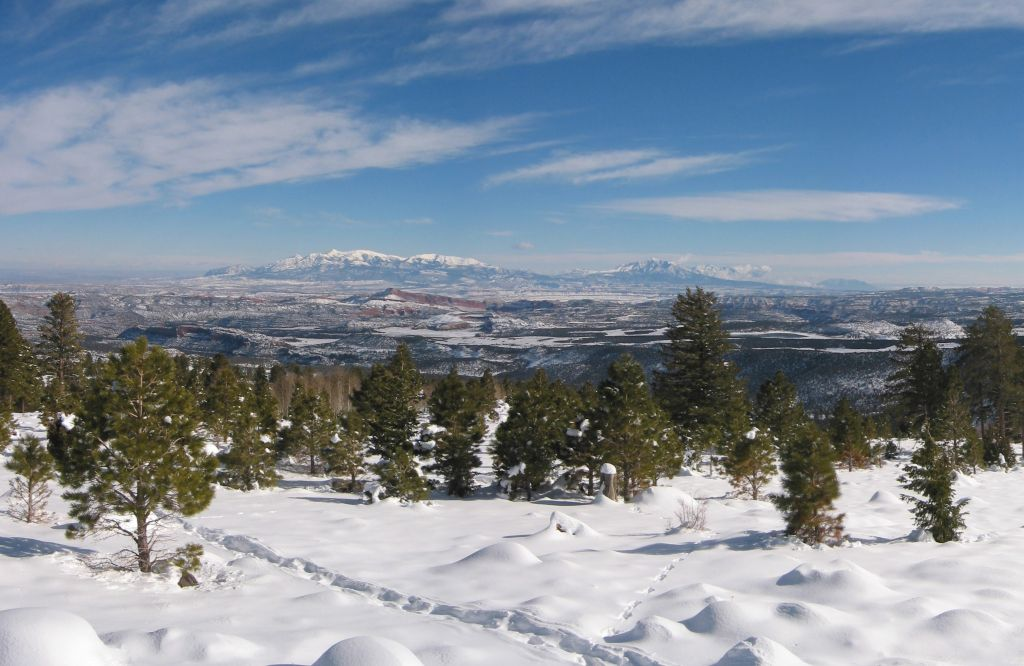
Los inviernos pueden ser duros en el área del parque.

Hay pocas precipitaciones en el parque. La humedad proveniente principalmente del Océano Pacífico se detiene en la cordillera de Sierra Nevada ubicada más al oeste. Las zonas bajas entre Sierra Nevada y el parque, que forman parte de la Gran Cuenca, presentan condiciones de refugio desértico. Gracias a su mayor elevación, el parque recibe un poco más de precipitación que las llanuras desérticas bajas, pero aún es menor que las áreas con elevaciones aún más altas, como el cercano Parque Nacional Bryce Canyon. El mes de junio es el menos lluvioso, mientras que el mes de agosto es el más lluvioso. De hecho, el verano está marcado por el monzón norteamericano presente en las regiones desérticas del centro de Estados Unidos y que se diferencia del fenómeno asiático del mismo nombre. Las lluvias son mucho menos abundantes pero regulares por las tardes durante el mes de agosto. Por tanto, los pequeños cañones pueden verse inundados muy rápidamente por intensos deslizamientos de tierra. Debido a las bajas temperaturas, en invierno pueden producirse algunas precipitaciones en forma de nieve.
| Mes                               | Ene  | Feb  | Marzo | Abr  | Mayo | Junio | Jul  | Agosto | Sept | Oct  | Nov  | Dic  | Anual      |
| Temperaturas máximas récord (°C)  | 17   | 21   | 23    | 28   | 32   | 36    | 36   | 35     | 32   | 28   | 21   | 18   | 36 (2002)  |
| Temperaturas máximas medias (°C)  | 5    | 7    | 12    | 16   | 21   | 27    | 29   | 28     | 24   | 18   | 10   | 6    | 17         |
| --------------------------------- | ---- | ---- | ----- | ---- | ---- | ----- | ---- | ------ | ---- | ---- | ---- | ---- | ---------- |
| Temperaturas mínimas medias (°C)  | -8   | -6   | -2    | 2    | 6    | 11    | 15   | 14     | 10   | 4    | -3   | -7   | 3          |
| Récord de temperatura mínima (°C) | -27  | -27  | -18   | -13  | -7   | -2    | 4    | 1      | -4   | -16  | -18  | -24  | -27 (1989) |
| Precipitación media mensual (mm)  | 24,4 | 23,1 | 25,9  | 12,4 | 19,6 | 8,4   | 26,9 | 38,1   | 30,5 | 30,7 | 20,1 | 14,7 | 274,8      |

## Geología

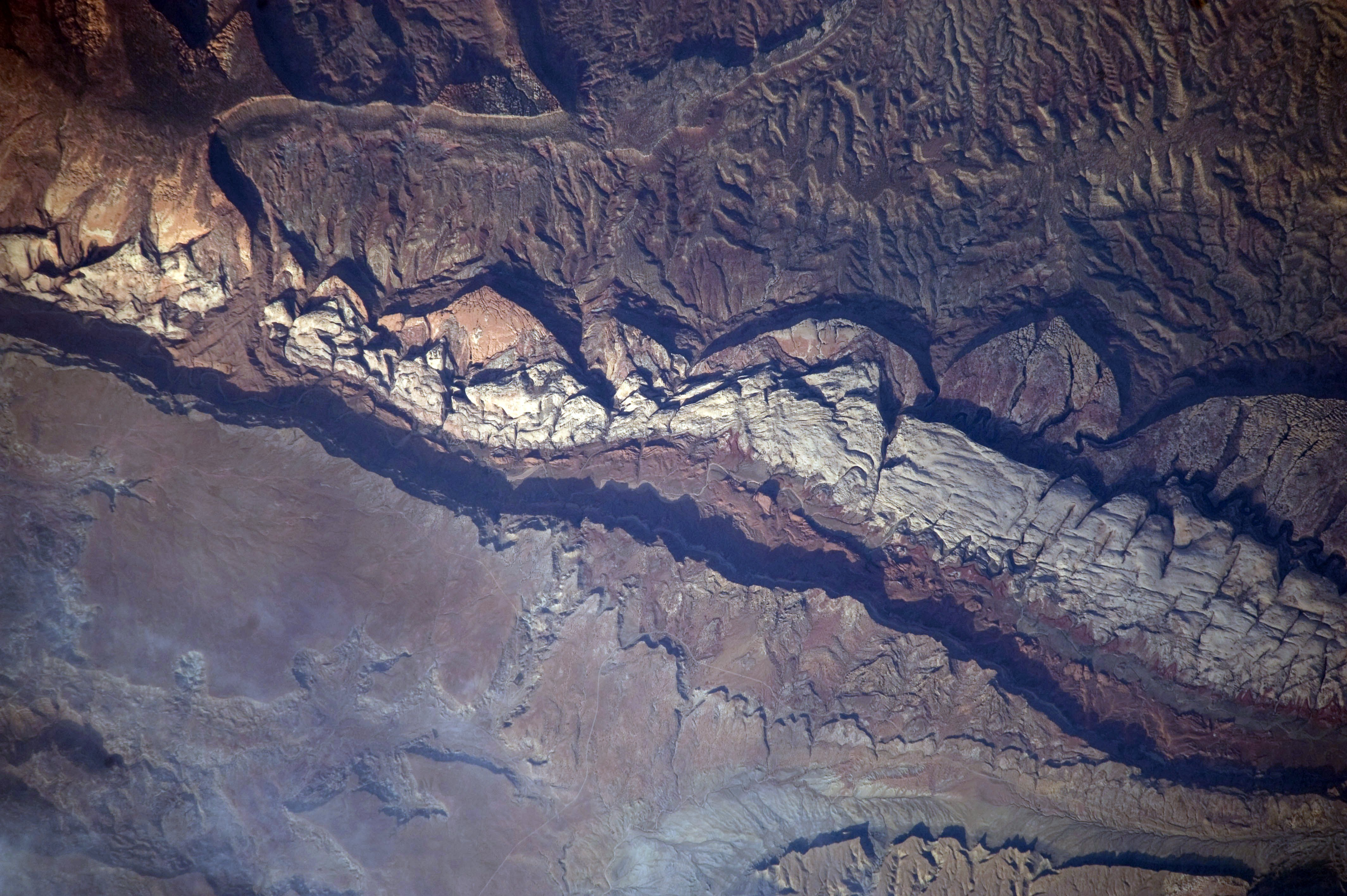
Waterpocket Fold de la ISS

El área que incluye el parque alguna vez fue el borde de un mar poco profundo que invadió la tierra en el Pérmico, creando la Formación Cutler. Sólo la arenisca del miembro más joven de la Formación Cutler, el White Rim, está expuesta en el parque. La profundidad del mar dejó depósitos de carbonato, formando la piedra caliza Kaibab Limestone, la misma formación que bordea el Gran Cañón al suroeste.
Durante el Triásico, los arroyos depositaron limo de color marrón rojizo que luego se convirtió en la limolita de la Formación Moenkopi. Siguieron levantamiento y erosión. El conglomerado, seguido de troncos, arena, barro y cenizas volcánicas transportadas por el viento, formó la Formación Chinle, que contiene uranio.
Todos los miembros del Grupo Glen Canyon se establecieron entre el Triásico medio y tardío durante una época de creciente aridez. Incluyen:
- Wingate Sandstone: dunas de arena a orillas de un mar antiguo
- Formación Kayenta: capas delgadas de arena depositadas por corrientes de movimiento lento en canales y a lo largo de llanuras bajas.
- Arenisca Navajo: enormes dunas de arena fosilizadas de un enorme desierto parecido al Sahara.

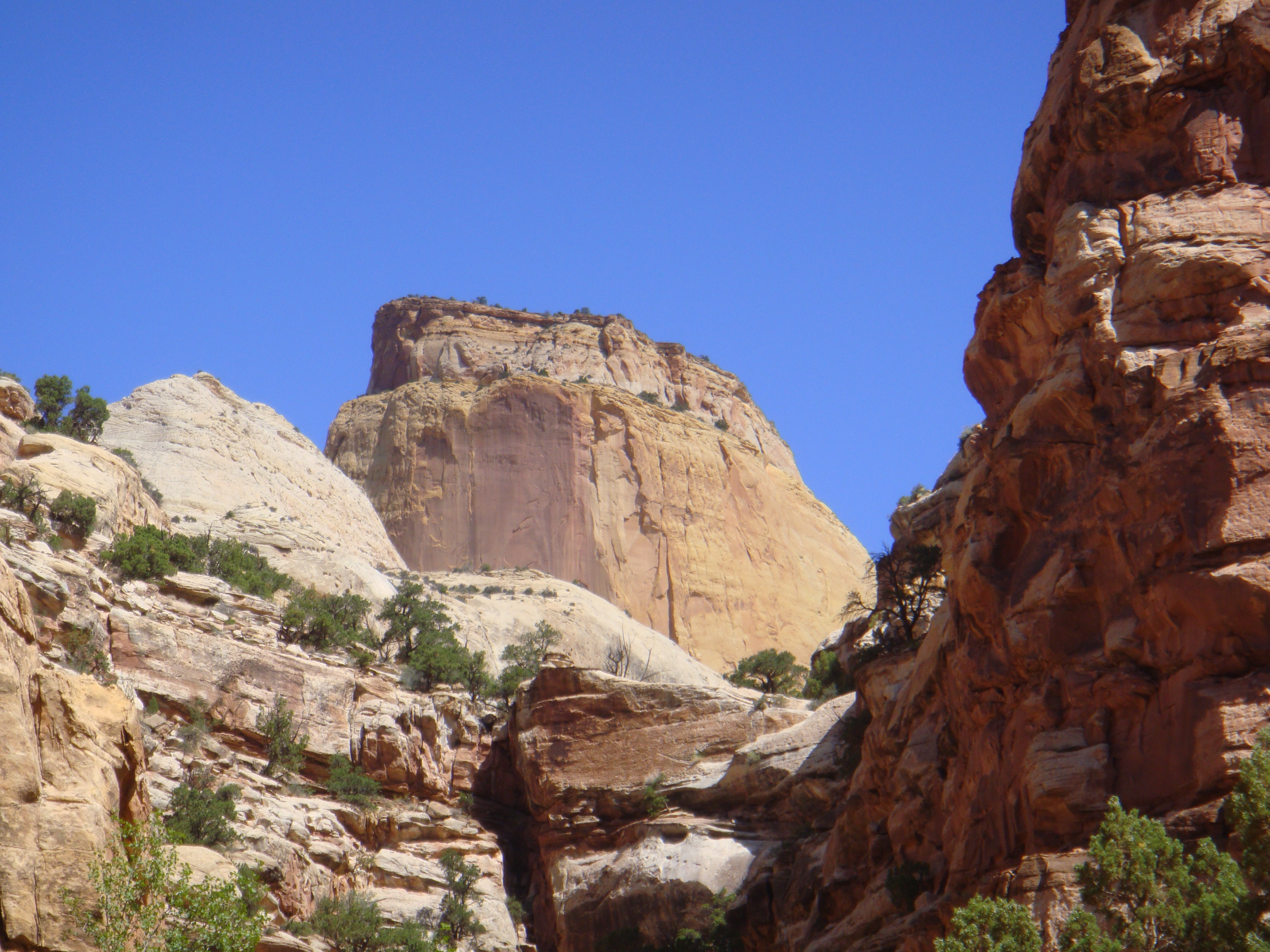
El Trono de Oro. Aunque Capitol Reef es famoso por sus cúpulas blancas de arenisca navajo, el color de esta cúpula es el resultado de una sección persistente de carbonato amarillo de la Formación Carmel, que ha teñido la roca subyacente.

El Grupo San Rafael consta de cuatro formaciones del período Jurásico, de mayor a menor:
- Formación Carmel: yeso, arena y limo calcáreo depositados en lo que pudo haber sido un graben que se inundaba periódicamente con agua de mar.
- Entrada Sandstone: arenisca de islas barrera/barras de arena en un entorno cercano a la costa
- Formación Curtis: hecha de conglomerado, arenisca y esquisto
- Formación Summerville: barro marrón rojizo y arena blanca depositados en marismas.

Los arroyos volvieron a depositar barro y arena en sus canales, en los lechos de los lagos y en las llanuras pantanosas, creando la Formación Morrison. A principios del Cretácico, se depositaron sedimentos no marinos similares que se convirtieron en la arenisca de Dakota. Finalmente, la vía marítima del Cretácico cubrió Dakota, depositando Mancos Shale.
Sólo se encuentran pequeños restos del Grupo Mesaverde, que cubren algunas mesas en la sección este del parque.
Cerca del final del período Cretácico, un evento de formación de montañas llamado orogenia Laramide comenzó a compactar y elevar la región, formando las Montañas Rocosas y creando monoclinales como el Waterpocket Fold en el parque. Hace 10-15 millones de años, toda la región se elevó mucho más con la creación de la meseta del Colorado. Este ascenso fue muy parejo. Durante este tiempo también se produjo actividad ígnea en forma de vulcanismo e intrusión de diques y láminas.
El sistema de drenaje de la zona se reorganizó y se hizo más empinado, lo que provocó que los arroyos descendieran más rápido y, en ocasiones, cambiaran de curso. Las épocas más húmedas durante las edades de hielo del Pleistoceno aumentaron la tasa de erosión.

## Flora
Hay más de 840 especies de plantas que se encuentran en el parque y más de 40 de esas especies están clasificadas como raras y endémicas.

## Visitando el parque
La ciudad más cercana a Capitol Reef es Torrey, a unos 18 km al oeste del centro de visitantes en la autopista 24, ligeramente al oeste de su intersección con la autopista 12. Su población en 2020 es inferior a 300 habitantes. Torrey tiene algunos moteles y restaurantes y funciona como ciudad de entrada al Parque nacional Capitol Reef. La autopista 12, así como una ruta panorámica parcialmente sin pavimentar llamada Burr Trail, brindan acceso desde el oeste a través del Monumento Nacional Grand Staircase-Escalante y la ciudad de Boulder.

## Actividades
Hay una variedad de actividades disponibles para los turistas, tanto guiadas por guardabosques como autoguiadas, que incluyen recorridos en automóvil, caminatas, excursiones con mochila, campamentos, andar en bicicleta (solo en caminos pavimentados y sin pavimentar; sin senderos), paseos a caballo, barranquismo y escalada de roca. Los huertos plantados por los pioneros mormones son mantenidos por el Servicio de Parques Nacionales. Desde principios de marzo hasta mediados de octubre, los visitantes pueden cosechar diversas frutas (cerezas, albaricoques, melocotones, peras o manzanas) por una tarifa.

### Senderismo y mochilero
Una guía de rutas de senderismo está disponible en el centro de visitantes tanto para caminatas de un día como para caminatas fuera de pista. El acceso al campo requiere un permiso gratuito.

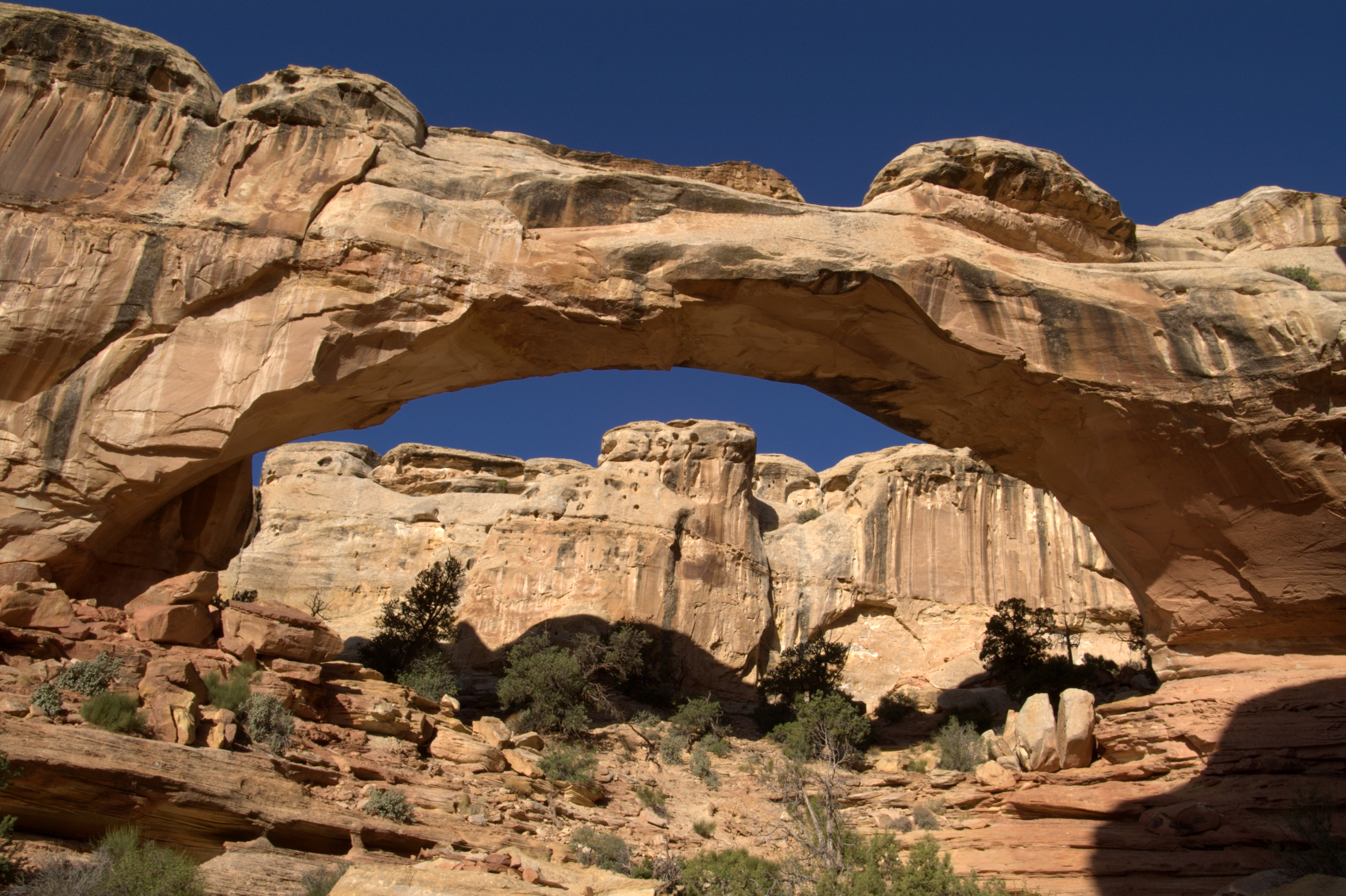
Puente Natural Hickman.

Hay numerosos senderos disponibles para caminatas y mochileros en el parque, quince de ellos solo en el distrito de Fruita. Los siguientes senderos son algunos de los más populares del parque:
- Cassidy Arch Trail: unos 5.6 km muy empinado y extenuante viaje de ida y vuelta que conduce al Grand Wash hasta un mirador del Cassidy Arch.[18][16]
- Sendero del puente Hickman: unos 3.2 km ida y vuelta hasta el puente natural.[19]
- Sendero de la sartén: unos 14,2 km ida y vuelta que pasa por Cassidy Arch, Grand Wash y Cohab Canyon.[20]
- Brimhall Natural Bridge: un popular, aunque extenuante, 7,2 km de ida y vuelta con vistas de Brimhall Canyon, Waterpocket Fold y Brimhall Natural Bridge.[21]
- Halls Creek Narrows: 35 km de largo y considerado extenuante, con muchos cañones y arroyos laterales; Por lo general, se camina como un viaje de campamento de 2 a 3 días.[22]

### Turismo automático
Los visitantes pueden explorar varias de las áreas principales del parque en vehículo privado:
- Scenic Drive: serpentea por el centro del parque, pasando por los principales puntos de interés; se puede acceder a la carretera desde el centro de visitantes hasta aproximadamente 3.2 km hacia Capitol Gorge.[23]
- Notom-Bullfrog Road: atraviesa el lado este de Waterpocket Fold, a lo largo de 16 km de camino pavimentado y el resto sin pavimentar.[24]
- Camino de la Catedral: un camino sin pavimentar que atraviesa las zonas norte del parque, que atraviesa el Valle de la Catedral, pasando por los Templos del Sol y la Luna.[24]

### Cámping
El lugar principal para acampar es el campamento Fruita, con 71 lugares para acampar (sin conexiones de agua, electricidad o alcantarillado) y baños sin instalaciones para bañarse. El campamento también cuenta con sitios para grupos con áreas de pícnic y baños. También están disponibles dos primitivas zonas de acampada gratuita.

### Barranquismo

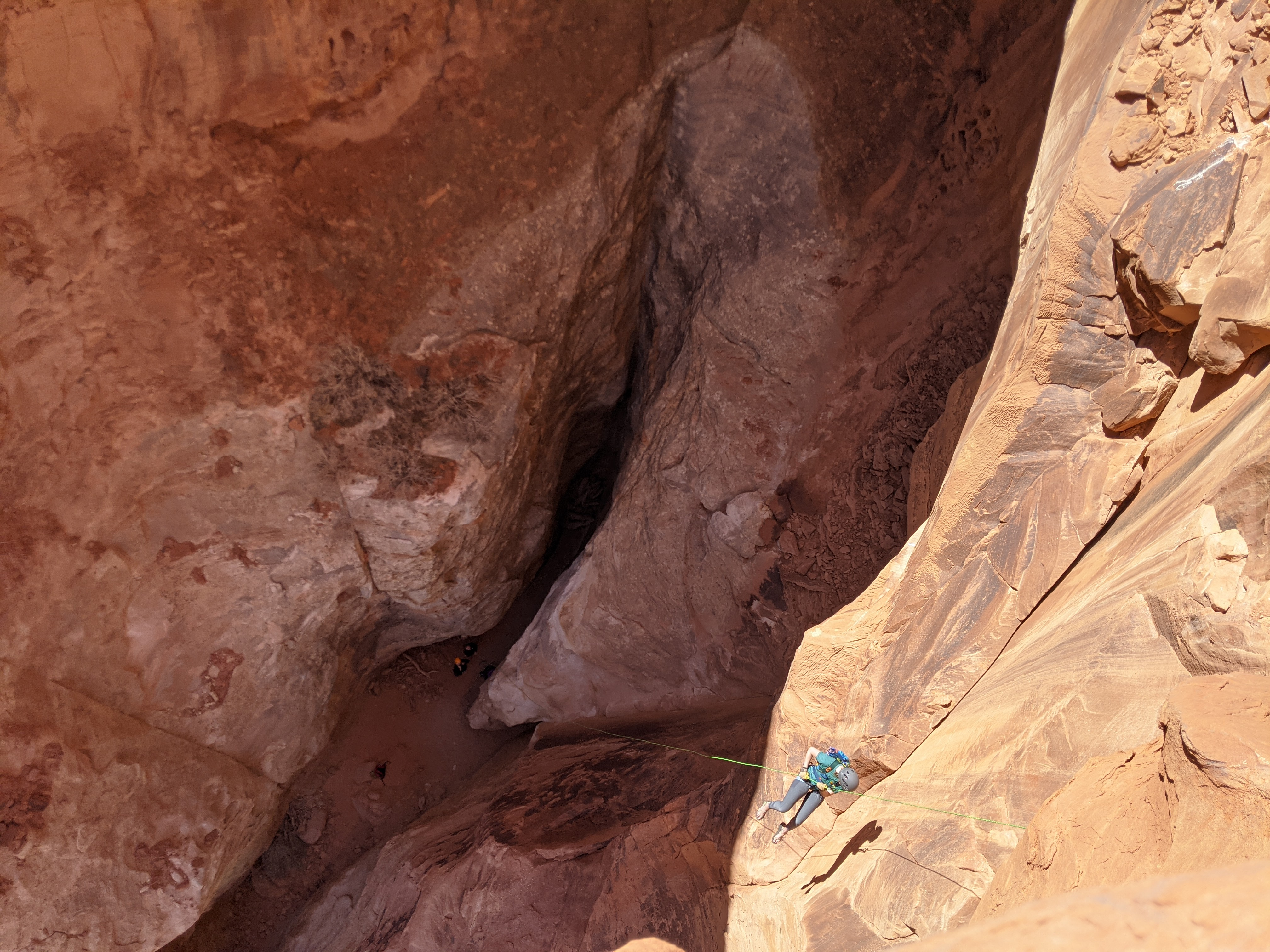
Tomada desde lo alto del primer rápel de la ruta Cassidy Arch.

El barranquismo está ganando popularidad en el parque. Es un deporte recreativo que lleva a través de cañones de ranura. Implica hacer rapel y puede requerir natación y otros trabajos técnicos con cuerdas. Se requieren permisos de pase de un día para hacer barranquismo en el parque y se pueden obtener de forma gratuita en el centro de visitantes o por correo electrónico. Es clave saber que cada ruta requiere su propio permiso. Si uno planea hacer barranquismo durante varios días, se requieren pases para cada día. Se permite acampar durante la noche como parte del viaje de barranquismo, pero se debe solicitar un pase gratuito para zonas rurales en el centro de visitantes.
Es imprescindible planificar las excursiones de barranquismo en función del tiempo. La meseta de Colorado es susceptible a inundaciones repentinas durante los meses de máxima lluvia. Debido a que el barranquismo se realiza a través de cañones ranurados, quedar atrapado en una inundación repentina podría ser letal. Tenga cuidado de consultar fuentes meteorológicas fiables. El Weather Atlas muestra gráficos con la precipitación promedio mensual en pulgadas.
Otro riesgo que hay que tener en cuenta durante los meses de verano es el calor extremo. Los visitantes pueden encontrar advertencias meteorológicas en el sitio web del Servicio Meteorológico Nacional. Los niveles de calor se detallan mediante una escala numérica y de color (0-4).
Una de las rutas de barranquismo más populares en el Parque nacional Capitol Reef es Cassidy Arch Canyon. Un artículo de George Huddart detalla el compromiso del parque de trabajar con los ciudadanos para mantener la ruta, así como la vegetación y las rocas. La ruta del cañón tiene una longitud aproximada de 2,3 kilómetros (0,4 kilómetros de trabajo técnico), consta de 8 rápeles diferentes y tarda entre 2,5 y 4,5 horas en completarse. El primer rápel es de 140 ft y desciende por debajo del famoso Cassidy Arch.